# Rubinkolibri
Rubinkolibri (Archilochus colubris) är en fågelart i familjen kolibrier, den enda som normalt förekommer i östra Nordamerika.

## Utseende

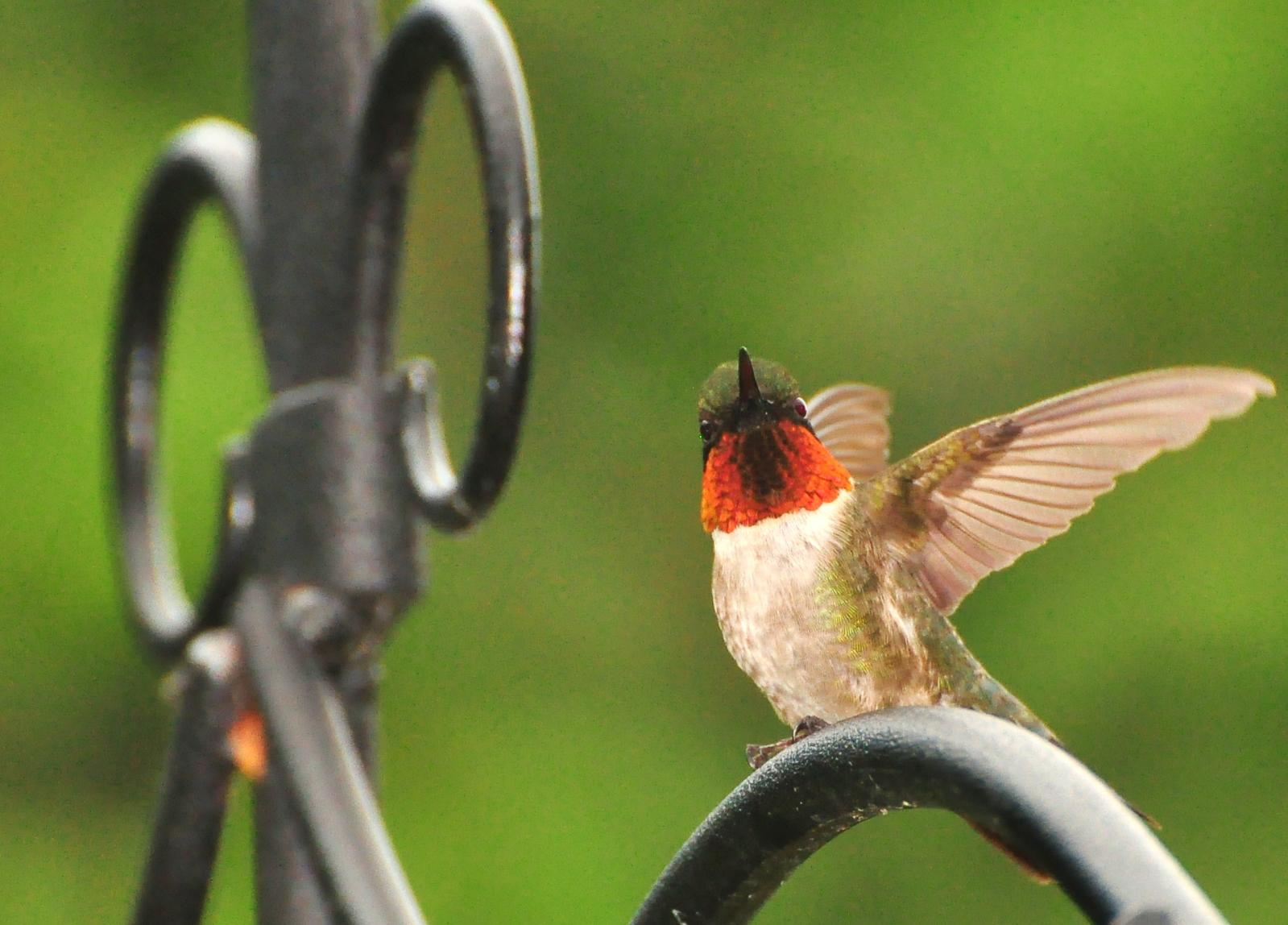
Hane rubinkolibri.

Rubinkolibrin har en längd på omkring nio centimeter och en vikt på tre gram. Fjäderdräkten hos hanen är grönglänsande på den övre delen av kroppen medan undersidan är gråvitaktig och strupen är rubinröd. Huvudet och stjärten är mörkare än resten av kroppen. Honan är mer diskret färgad än hanen, hon saknar rubinröd strupe och har inte så mörkt huvud.

## Utbredning och systematik
Rubinkolibrin är den enda häckande kolibriarten i östra Nordamerika. Den är en flyttfågel som migrerar mellan sommarens häckningsområden i sydöstra Nordamerika, från södra USA och norrut till södra Kanada, och övervintringsområdena som är södra Mexiko och Centralamerika. Den behandlas som monotypisk, det vill säga att den inte delas in i några underarter.

## Levnadssätt
De vuxna fåglarna livnär sig främst på nektar och arten besöker flera olika sorters blommor. Ungarna föds dock upp på insekter, eftersom proteininnehållet i nektar är lågt.

## Status och hot
Arten har ett stort utbredningsområde och en stor population, och tros öka i antal. Utifrån dessa kriterier kategoriserar internationella naturvårdsunionen IUCN arten som livskraftig (LC).